# Dolní Libochová
Dolní Libochová är en ort i Tjeckien.   Den ligger i regionen Vysočina, i den centrala delen av landet, 150 km sydost om huvudstaden Prag. Dolní Libochová ligger 485 meter över havet och antalet invånare är 154.
Terrängen runt Dolní Libochová är huvudsakligen platt, men österut är den kuperad. Runt Dolní Libochová är det ganska glesbefolkat, med 34 invånare per kvadratkilometer. Närmaste större samhälle är Velké Meziříčí, 13,8 km väster om Dolní Libochová. Trakten runt Dolní Libochová består till största delen av jordbruksmark.